# Baptista Mijares-Schreiber
Baptista Alfonsine Maria Mijares-Schreiber ([bɑpˈtiː.stɑ miˈxɑː.rɛs ˈʃraɪ.bər]) eller ([ˈskraɪ.bər]), född 6 april 1886 i Varberg, död 12 oktober 1956 i Karlskoga, var en svensk skolryttare och cirkusdirektör. Under 1900-talet utgjorde hennes bidrag till cirkuskonsten, särskilt genom sitt engagemang i Cirkus Mijares-Schreiber och den berömda cirkushästen Menelik, ett unikt inslag i Karlskogas historia, som annars domineras av industri och vapentillverkning.
Mijares-Schreiber växte upp i en cirkusfamilj där hon tidigt började uppträda som lindanserska. Efter en karriär som jockeyryttare och skolryttare grundade hon tillsammans med Chuy Mijares Cirkus Mijares-Schreiber. Mijares-Schreiber betraktas som en av Sveriges mest minnesvärda cirkuspersonligheter. Efter hennes död hedrades hennes minne på olika sätt, inklusive genom en cirkusrondell.

## Uppväxtår
Baptista Mijares-Schreiber var dotter till den cirkusdirektören Johan Baptist Schreiber (1856–1889), som föddes i Belgien, men tillhörde en österrikisk cirkussläkt, och skådespelerskan och cirkusdirektören Bertha Lindberg (1854–1954). Fadern dog när hon var tre år, och brodern Jean och hon började uppträda på cirkus vid unga år.
Mijares-Schreiber började som lindanserska vid fem års ålder på Cirkus Blumenfeld. Och syskonen deltog bland annat vid Stockholmsutställningen 1897.

## Karriär

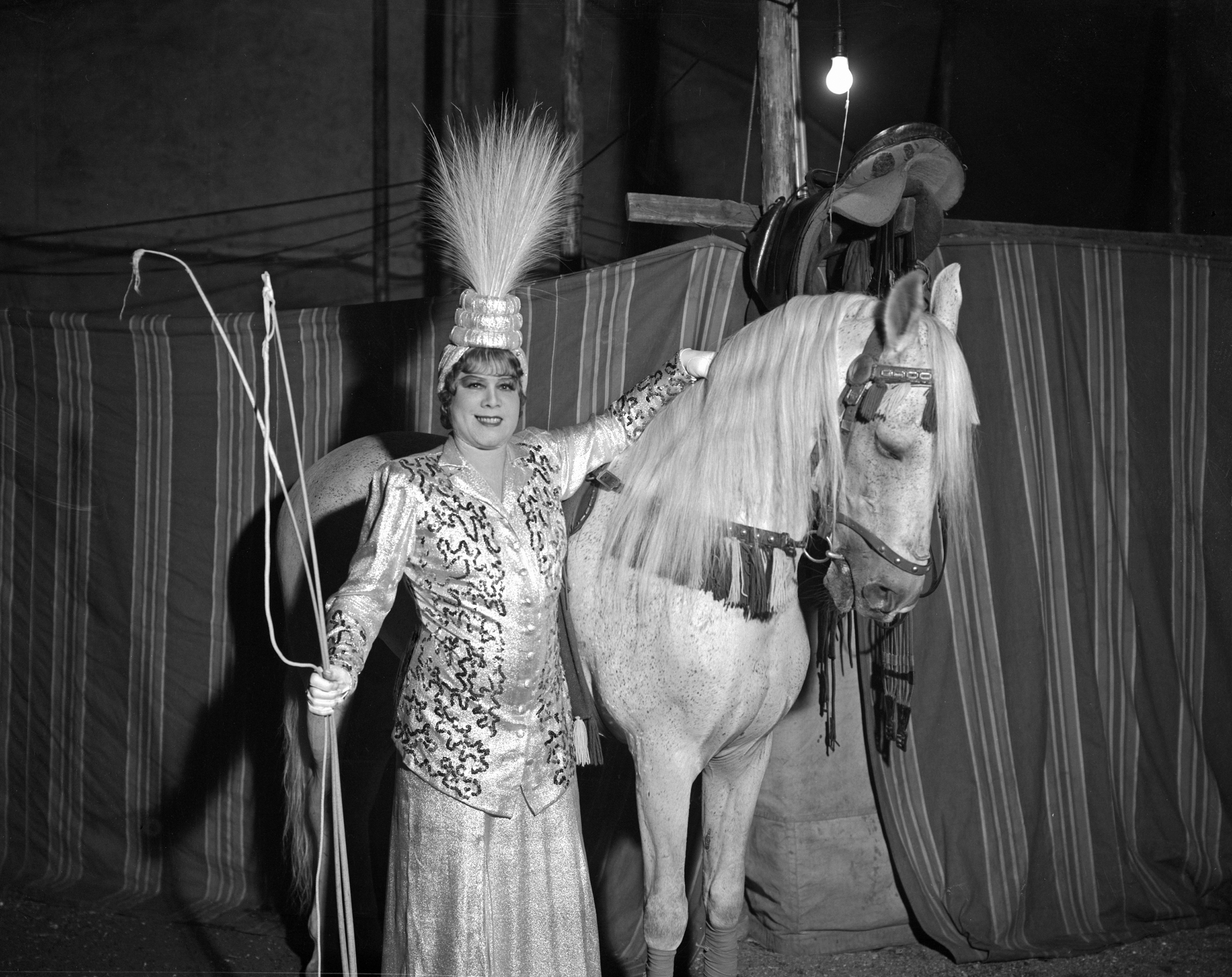
Baptista Schreiber

Från 1909 var hon under något år, tills hon skadades, jockeyryttare hos Cirkus Albert Schumann i Berlin. Hon utbildade sig därefter till skolryttare och uppträdde med sin häst Siglavy Alda II, som hon köpt av Albert Schumann (1858–1939). 
Under och strax efter första världskriget var hon skolryttarinna, filmskådespelerska, kabarésångerska och operettprimadonna i Danmark och Sverige. Efter kriget började hon uppträda tillsammans med den mexikanske lindansaren Chuy Mijares och dennes bror Manuel.
Mijares-Schreiber medverkade bland annat i de danska stumfilmerna Den hvide rytterske, Manegens børn och Lille Teddy.
År 1927 startade hon tillsammans med Chuy Mijares den egna Cirkus Mijares-Schreiber i Sverige, med vinterstationering i en 1932 uppförd egen cirkusbyggnad vid Nickkällgatan i Karlskoga centrum. Dock revs cirkusbyggnaden 1958. Bröderna Mijares uppträdde där i många år i ett publikdragande lindansarnummer. Paret Baptista Schreiber och Chuy Mijares lade ner sin cirkus 1952, men återstartade en cirkus för säsongen 1955.

## Menelik

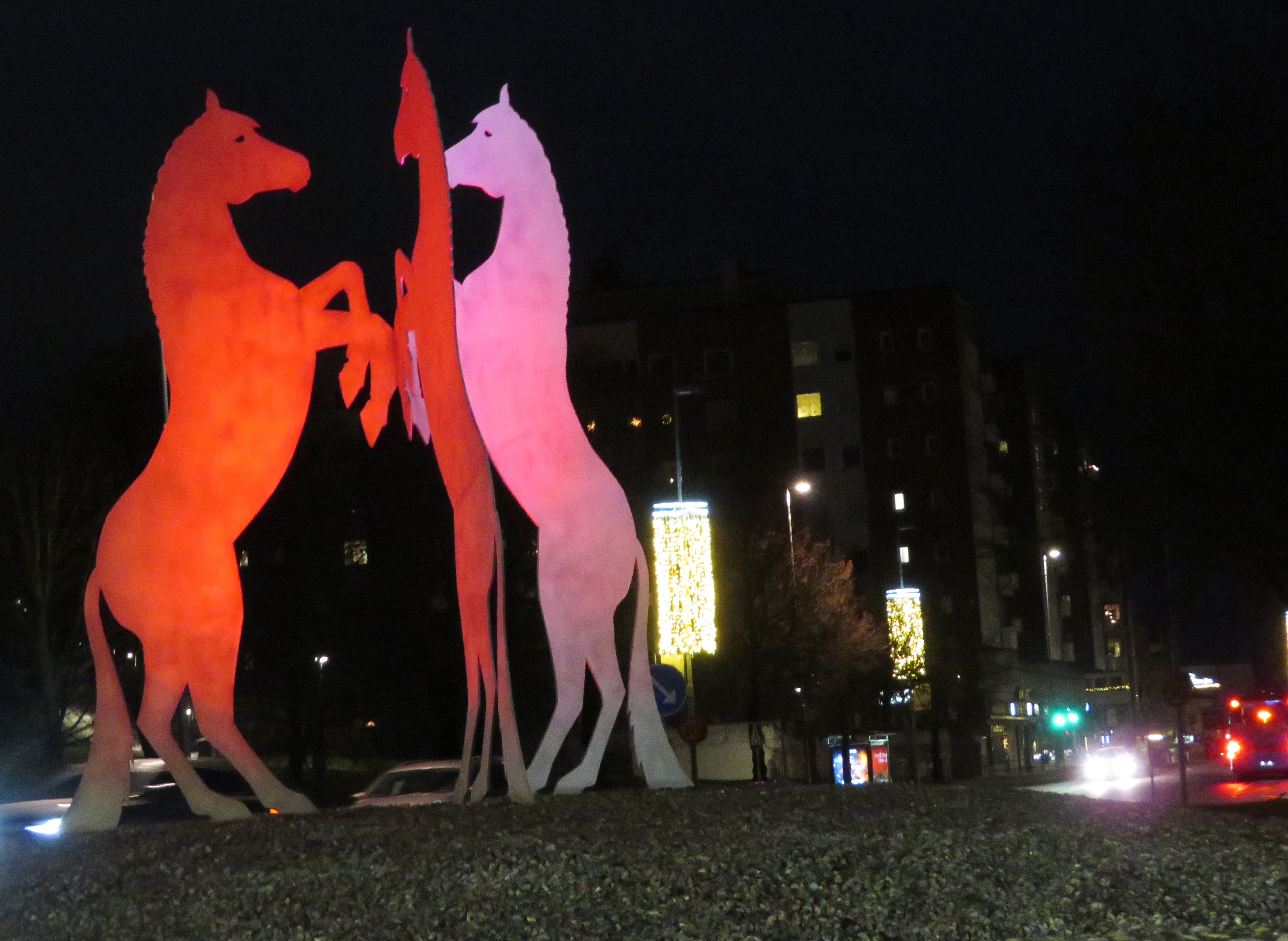
Cirkusrondellen i Karlskoga.

Mijares-Schreiber var ägare till Menelik, en vit arabhingst som räknas som Sveriges mest berömda cirkushäst. Han mottogs som en gåva från änkedrottning Alexandra av Storbritannien och det brittiska hovet 1914. Hästen fick sitt namn efter den etiopiske kejsaren Menelik II.
När Menelik avled 1931 väckte hans död stor uppmärksamhet. Och Mijares-Schreiber, ansökte om att få begrava sin häst på Skogskyrkogården i Karlskoga. Detta ansågs dock olämpligt av kyrkofullmäktige. Mijares-Schreiber stod på sig på, och trots motståndet begravdes Menelik, intill Skogskyrkogården, precis vid kyrkogårdsmuren vid naturreservatet Rävåsen. Arvet efter honom lever kvar i Karlskoga. Ett konstverk, som i tre kopior, porträtterar hästen i profil skapades av Göran Persson 1999 på uppdrag av Karlskoga kommun. Det står i en rondell vid Karlskoga busstation vid infarten till Värmlandsvägen.

## Familj

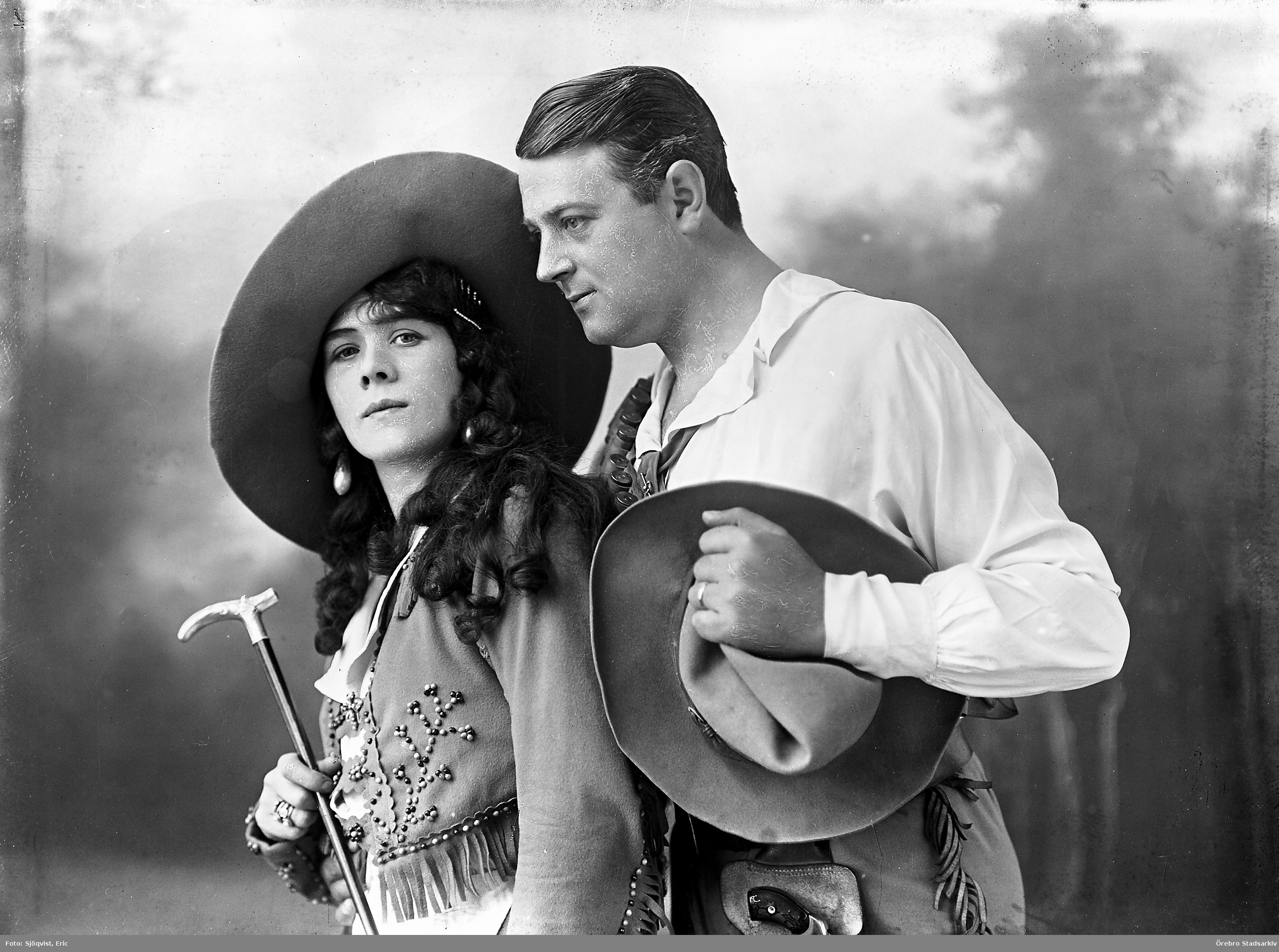
Baptista Schreiber och Otto Detlefsen, ca 1912.

Mijares-Schreiber gifte sig första gången 1912 med den danske tenoren och skådespelaren Otto Detlefsen och efter skilsmässa 1925 gifte hon sig andra gången den 23 juli 1927 med cirkusdirektören och lindansaren Jesús (Chuy) Mijares (1893–1955), som var född i Mexiko.

## Död och eftermäle
Baptista Mijares-Schreiber avled den 12 oktober 1956, vid 70 års ålder, och begravdes på Katolska kyrkogården i Stockholm.
Enligt cirkusforskaren Alf Danielsson var hon den mest färgstarka cirkuspersonligheten i Sverige.
Restaurang Baptista vid Alfred Nobels torg namngavs efter henne.